# 기요미쓰촌
기요미쓰촌(清満村)은 에히메현 기타우와군에 설치된 촌이다. 